# Animavì - Festival internazionale del cinema di animazione poetico
Animavì - Cinema d'Animazione e Arte Poetica è un festival internazionale di cinema d'animazione che si svolge a Pergola (Pesaro e Urbino) nato nel 2016.
L'idea è di rappresentare, a livello internazionale, il “Cinema di animazione artistico e di poesia”, ovvero quel genere di animazione indipendente e d’autore che si propone di raccontare per suggestione, prendendo le distanze in maniera netta dall’animazione commerciale e di massa. Il festival, infatti, vuole essere una vetrina sulla corrente più interessante del genere, riferendosi esclusivamente a lavori che si rivolgono all’anima dello spettatore. Opere in cui ogni singolo fotogramma è concepito come una piccola opera d’arte.
Sono previste due sezioni: Concorso internazionale e Concorso scuola d'arte di Urbino (in questo secondo caso il concorso per i cortometraggi di animazione si alterna con quello per le illustrazioni).
Particolarità di Animavì, come ribadito più volte dal direttore artistico Simone Massi, è di essere un "festival di persone comuni". Sul palcoscenico contadini, partigiani, ex minatori sono spesso fianco a fianco dei grandi ospiti e quasi gli rubano la scena o, per lo meno, la condividono,.

## Comitato d'onore
La manifestazione si avvale di un comitato d'onore che vede, fra gli altri: Franco Arminio, Andrea Bajani, Luca Bergia, Valentina Carnelutti, Max Casacci, Ascanio Celestini, Ninetto Davoli, Erri De Luca, Nino De Vita, Goffredo Fofi, Daniele Gaglianone, Gang, Valeria Golino, Nastassja Kinski, Emir Kusturica, La Macina, Neri Marcoré, Mau Mau, Laura Morante, Marco Paolini, Umberto Piersanti, Lyudmila Petrushevskaya, Alba Rohrwacher, Stefano Savona, Francesco Scarabicchi, Silvio Soldini, Alekasandr Sokurov, Paolo Taviani, Teho Teardo, Walter Valentini, Miklós Vámos, Daniele Vicari, Emily Jane White, Massimo Zamboni, Modena City Ramblers.

## Patrocini e Medaglia di Rappresentanza del Presidente della Repubblica
Sin dalla prima edizione il festival si è imposto nel panorama culturale nazionale per l'originalità e l'elevata qualità dei partecipanti tanto da godere dei patrocini della Presidenza della Repubblica, della Presidenza del Consiglio dei Ministri, del Ministero dei Beni e le Attività Culturali, dell'Accademia del Cinema Italiano, del Sindacato Nazionale Giornalisti Cinematografici-Sngci, dell'Asifa-Associazione Italiana Film d'Anmazione, della Regione Marche, del Marche Film Commission, della Fondazione Marche Cultura, del Comunale di Pergola e della Provincia di Pesaro e Urbino.
La manifestazione, per l'elevato livello culturale, è stata insignita della Medaglia di rappresentanza del Presidente della Repubblica Sergio Mattarella

## Sigla
La sigla, della durata di circa 20 secondi e proiettata all'inizio di ogni serata, è opera del premio Oscar per l'animazione Aleksandr Petrov ed è considerata un piccolo capolavoro di animazione.

## Manifesto
Per ogni edizione viene realizzato un manifesto differente. Finora gli autori sono stati: Aleksandr Petrov (2016), Georges Schwizgebel (2017), Manfredo Manfredi (2018), Jerzy Kucia (2019).

## Premi

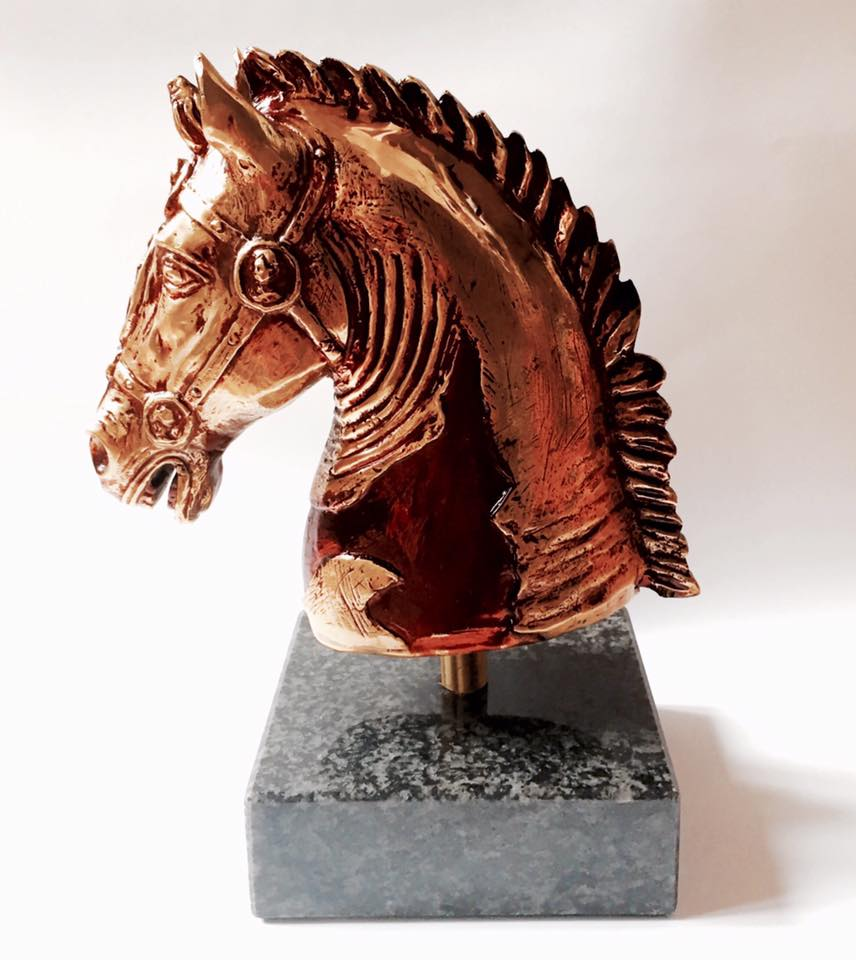
Il premio Bronzo Dorato

Il premio "Bronzo Dorato" ritrae la testa di un cavallo dei Bronzi Dorati di Pergola, il gruppo equestre di origine romana divenuto simbolo della città che ospita il festival. La statua è opera dello Studio Santi di Venezia, lo stesso che realizza il Leone d'oro per la Mostra internazionale d'arte cinematografica di Venezia.
Dalla terza edizione è stato istituito il premio "Pettirosso". Opera dell'artista Walter Valentini, è un premio destinato a quelle persone fortemente impegnate nel sociale. In un'intervista pubblicata dal Resto del Carlino il direttore artistico Simone Massi ha infatti dichiarato "Ci sono persone che si sono spese per fare qualcosa che sembrava impossibile e ci sono riuscite. Queste figure per noi valgono più di grandi registi e poeti, le vogliamo fortemente al nostro festival, per ammirazione e gratitudine".

## Edizioni del festival

### Prima Edizione

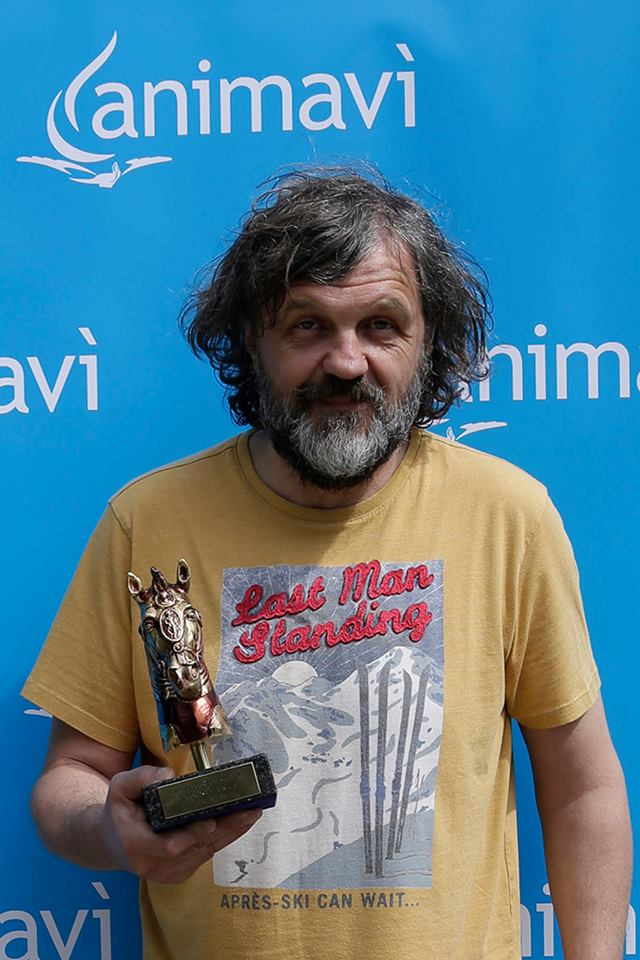
Emir Kusturica, Bronzo Dorato alla carriera 2016

Condotta dal giornalista Luca Raffaelli, la prima edizione si è tenuta dal 12 al 16 luglio 2016. Membri della giuria sono stati Ascanio Celestini (in rappresentanza del mondo dell'arte teatrale), il regista Aleksandr Petrov e Umberto Piersanti (in rappresentanza del mondo della letteratura),.
Quindici i corti presentati al concorso internazionale che è stato vinto dalla russa Anna Shepirova con il corto It's raining. Premi speciali sono stati assegnati ai corti Ursus (di Reinis Petersons, Lituania), Feral (Daniel Sousa, Stati Uniti), Nightingales in December (Theodore Ushev, Canada). Il premio del pubblico è andato a The Song for Rain (Yawen Zheng, Cina). Il concorso Scuola dell'arte (otto i corti in gara) è stato vinto da Sarajevo  di Giacomo Passanisi; menzione speciale Casa Godio a Le matrici dell’Io di Francesco Ruggeri.
Fra gli ospiti della prima edizione Emir Kusturica, che ha ricevuto il Bronzo dorato alla carriera, Frida Neri,  l'Ensemble LAUS VERIS, Giuliano Dottori e The Gang,

### Seconda Edizione

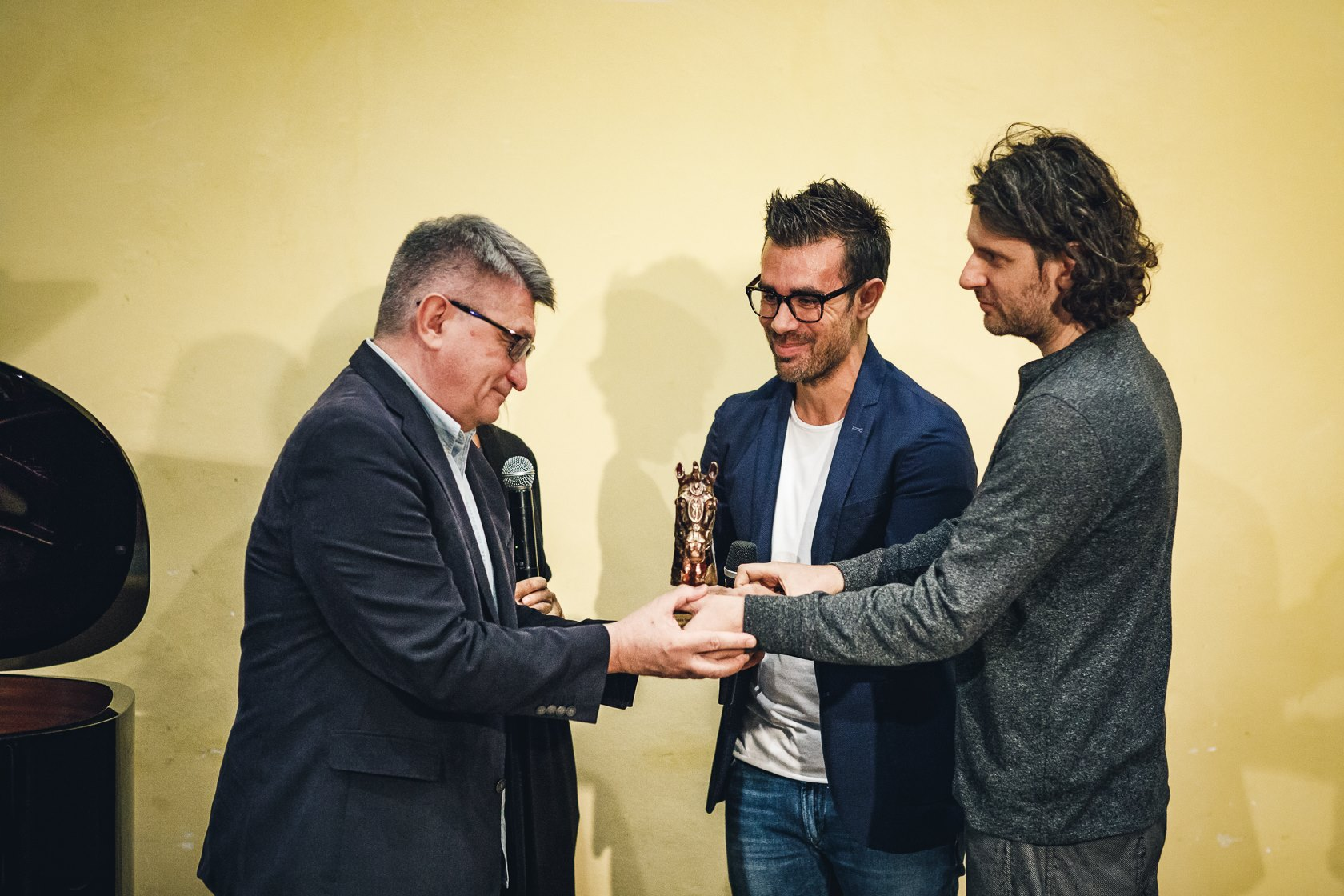
Aleksander Sokurov riceve il Bronzo Dorato alla carriera 2017

Si è tenuta dal 13 al 17 luglio 2017. Membri della giuria sono stati il poeta Nino De Vita (mondo della letteratura), l'attrice Valentina Carnelutti (arte teatrale) e il regista d'animazione svizzero Georges Schwizgebel. Da questa edizione il festival coinvolge anche il territorio circostante Pergola, con appuntamenti nei comuni di Frontone e San Lorenzo in Campo.
Sedici le pellicole in concorso. Anche la seconda edizione vede trionfare una regista russa. Svetlana Fillipova, con il corto Brutus, si aggiudica il Bronzo Dorato. Premi speciali sono assegnati ai corti Summer 2014 (di Wojciech Sobzcwyc, Polonia), Mr Sand (Soetkin Verstegen, Danimarca/Belgio), Soot (David Doutel&Vasco Sà, Portogallo). Il premio del pubblico va a Confino (Nico Bomolo, Italia) mentre A photo of me (Dennis Tupicoff, Australia) si aggiudica il premio Casa Godio. Il concorso scuola, in questa edizione riservato alle illustrazioni, è vinto da Samuele Canestrari.
Fra gli ospiti Ninetto Davoli, Marco Paolini, Sergio Staino, Luigi Grechi, Comaneci, The Morsellis, La Macina. Il Bronzo Dorato alla carriera è assegnato al regista russo Aleksandr Sokurov, premiato a settembre al castello di Frontone.

### Terza Edizione

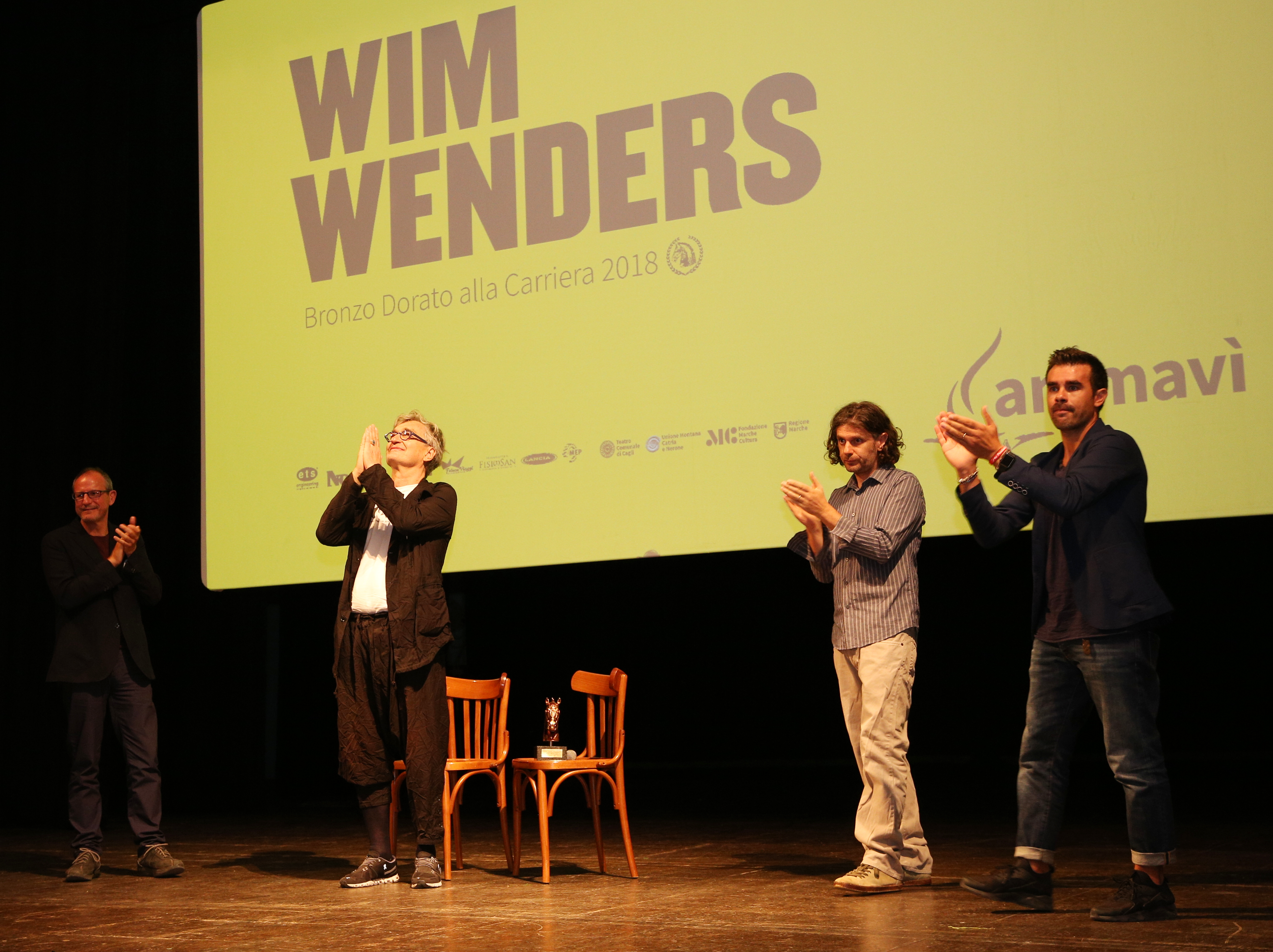
Wim Wenders riceve il Bronzo Dorato alla carriera 2018

La terza edizione viene preceduta da una sorta di "prefestival": il 23 e 24 giugno 2018 a Fano con la proiezione di alcuni corti delle edizioni precedenti e il 25 giugno a Loretello di Arcevia con la proiezione del film documentario La strada dei Samouni (che poche settimane prima ha trionfato a Cannes) di Stefano Savona con animazioni di Simone Massi.
Nel corso delle tre serate viene annunciato il programma e la giuria che è composta dall'attrice Alba Rohrwacher (arte teatrale), Franco Arminio (mondo della letteratura) e dal regista di animazione Manfredo Manfredi,.
Come di consueto il festival si svolge nel mese di luglio. Domenica 8 luglio il via con Neri Marcorè che approfitta di una pausa di Risorgimarche per un'anteprima del festival. In un'intervista al Resto del Carlino Marcorè definisce il festival importante per questa tipologia di cinema e per raggiungere quella fetta di pubblico trascurata dai circuiti commerciali. "Mi viene in mente un parallelo con la radio. Quando c’erano le radio libere potevi ascoltare trasmissioni completamente diverse fra di loro o canzoni che duravano dieci minuti. Oggi tutti i network trasmettono più o meno gli stessi brani e fai quasi fatica a distinguerli gli uni dagli altri ... Un festival come questo è sicuramente importante. Offre la possibilità di vedere un prodotto diverso e di conoscere bravi artisti altrimenti difficili da scoprire. Tornando al parallelo di prima è la nostra radio libera" . La manifestazione prosegue poi dall'11 al 15 luglio 2018.
Anche nella terza edizione sono sedici i corti in concorso. Il Bronzo dorato viene assegnato ex aequo a Maned &macho (Shiva Sadeghasadi, Iran) e Toer (Jasmijn Cedee, Belgio). Premi speciali a Folly (Thomas Corriveau, Canada) ed A story of refugee (May Hassan Egitto), premio del pubblico per Oh mother! (Paulina Ziolkowaska, Polonia) e Inner light (Andrew Katsuba, Russia). Otto i cortometraggi in gara nel concorso scuola che vede trionfare Ekart di Ahmed Ben Nessib mentre il premio Casa Godio va a Il sentiero di Emanuela Bartolotti.
Fra gli ospiti d'eccezione, oltre ai giurati, il regista Rezo Gabriadze il critico Goffredo Fofi e l'attore Roberto Herlitzka. Viene coinvolto anche il comune di Cagli dove il 1º agosto, nel suo teatro, si tiene l'incontro con l'attrice Alba Rohrwacher. Il 23 settembre, sempre al teatro comunale di Cagli, il regista tedesco Wim Wenders viene premiato con il Bronzo dorato alla carriera. In un'intervista Wenders dichiara di essere rimasto affascinato dai luoghi dove si tiene il festival e dalla sua unicità "Questa è una serata memorabile per me. E ricorderò molti dei volti che ho visto e ricorderò questo bellissimo posto. Non si può ragionare in termini di dimensioni ma bisogna ragionare in termini di spirito. Ed è l'unica categoria che bisogna tenere in considerazione quando si accetta un premio". Il giorno precedente, a Pergola, doveva essere conferito a Gino Strada il neonato Premio Pettirosso ma l'evento viene rimandato al 19 gennaio 2019 al teatro Misa di Arcevia per motivi di salute del fondatore di Emergency,,,.

### Quarta Edizione
La quarta edizione si è tenuta dal 10 al 14 luglio 2019 dopo essere stata preannunciata alla XXXII edizione del Salone Internazionale del libro di Torino allo stand delle Marche, regione ospite della manifestazione letteraria. Il video  di presentazione è stato affidato al regista Alberto Girotto e vede le testimonianze, fra gli altri, di Wim Wenders, Emir Kusturica e Alba Rohrwacher. Autore del manifesto di questa edizione è il regista e animatore polacco Jerzy Kucia che fa parte della giuria assieme al cantautore Dario Brunori (noto con lo pseudonimo di Brunori Sas) e a Mimmo Cuticchio, cantastorie, erede diretto della tradizione dell’Opera palermitana dei pupi. Sedici i film di animazione selezionati, in rappresentanza di undici nazioni. Vincitore del Bronzo Dorato è il corto My father’s room (Nari Jang, Sud Corea). Premio del pubblico per The battle of San Romano (Georges Schwitzgebel, Svizzera), premio Casa Godio a Yellov (Ivana Sebestova, Slovacchia), menzioni speciali a Embraced (Justin Vuylsteker, Francia), Fool time-Job (Gilles Cuvelier, Francia) e Augur (David Doutel e Vasco Sa, Francia). Il concorso scuola, questa edizione dedicato alle illustrazioni, è stato vinto da Omar Cheikh. Fra gli ospiti l'attore e regista Valerio Mastandrea premiato con il Bronzo Dorato all'arte attoriale.
Conferito anche il Premio Pettirosso a Franco Lorenzoni, maestro elementare e fondatore della casa-laboratorio di Cenci ad Amelia.
Il 21 settembre, al teatro comunale di Cagli, all'attore Toni Servillo è stato conferito il Bronzo dorato all'arte attoriale,, un ultimo appuntamento è previsto entro la fine dell'anno con il cineasta statunitense Jim Jarmusch, al quale sarà conferito il Bronzo Dorato alla Carriera.

### Quinta Edizione
A causa dell'emergenza Covid19 l'organizzazione ha annunciato l'annullamento dell'edizione 2020.